# Jofiele
L'arcangelo Jofiele (dall'ebraico יופיאל ovvero La Bellezza di Dio) conosciuto anche come Iophiel, Iofiel, Jophiel, Jofiel, Yofiel (Bellezza divina); Youfiel e Zophiel (Dio è la mia roccia).
Associato ai sette arcangeli dall'anonimo scrittore Pseudo-Dionigi già secoli dopo la stesura del Libro di Enoch il quale per primo cita il numero di arcangeli esistenti.

## Significato nella cultura ebraica e nella Cabala
Jofiele viene citato nelle scritture ebraiche come compagno dell'angelo Metatron (un principe della Divina provvidenza) e come uno dei capi della schiera angelica dei Cherubini.
Un altro possibile nome di Jofiele è Dina, che fu un cabalistico guardiano della Torah.

## Nella cultura cristiana
Nella cultura cristiana non viene mai menzionato il suo nome, ma alcune fonti sostengono che fu lui a guidare Adamo ed Eva nel giardino dell'Eden.

## Nella letteratura
John Milton, nel suo Paradiso perduto, cita Zophiel come "dei cherubini l'ala più veloce" .
Zophiel è il protagonista di una poesia di Maria Gowen Brooks.